# Slowenische Badmintonmeisterschaft 2024
Die Slowenische Badmintonmeisterschaft 2024 fand vom 3. bis zum 4. Februar 2024 in Kungota statt.

## Medaillengewinner
| Disziplin    | Gold                      | Silber                     | Bronze                          |
| ------------ | ------------------------- | -------------------------- | ------------------------------- |
| Herreneinzel | Jaka Ivančič              | Mark Koroša                | Miha Ivančič                    |
| Herreneinzel | Jaka Ivančič              | Mark Koroša                | Žiga Podgoršek                  |
| Dameneinzel  | Petra Polanc              | Kim Matovič                | Anja Blazina                    |
| Dameneinzel  | Petra Polanc              | Kim Matovič                | Nika Bedič                      |
| Herrendoppel | Jaka Ivančič Miha Masten  | Miha Ivančič Vid Koščak    | Tadej Jelenc Nikita Peshekhonov |
| Herrendoppel | Jaka Ivančič Miha Masten  | Miha Ivančič Vid Koščak    | Martin Cerkovnik Gašper Krivec  |
| Damendoppel  | Anja Jordan Kim Matovič   | Anja Blazina Ariana Korent | Špela Alič Tinkara Alič         |
| Damendoppel  | Anja Jordan Kim Matovič   | Anja Blazina Ariana Korent | Zoja Novak Zala Žuran           |
| Mixed        | Miha Ivančič Petra Polanc | Gal Bizjak Kim Matovič     | Andraž Pungartnik Tina Adler    |
| Mixed        | Miha Ivančič Petra Polanc | Gal Bizjak Kim Matovič     | Gašper Krivec Ema Cizelj        |